# Serra-di-Ferro
Serra-di-Ferro es una comuna y población de Francia, en la región de Córcega, departamento de Córcega del Sur.
Su población en el censo de 1999 era de 327 habitantes.

## Demografía
| 277 | 284 | 334 | 342 | 327 | 352 |
| Para los censos de 1962 a 1999 la población legal corresponde a la población sin duplicidades (Fuente: INSEE [Consultar]) |     |     |     |     |     |